# Andrea da Barberino
Pour les articles homonymes, voir Barberino.
Andrea di Jacopo da Barberino, connu également sous les noms d’Andrea Mengabotti, Andrea de' Mengabotti ou Andrea Magnabotti, était un écrivain italien de la littérature médiévale, un narrateur et un compilateur de récits épiques. Il était aussi professeur de chant et se consacrait à la traduction et à la compilation de romans de chevalerie français en langue vernaculaire, jouant ainsi un rôle clé dans la transmission de la culture chevaleresque.

## Biographie
Andrea da Barberino serait né vers 1371 et il serait décédé entre 1431 et 1433 probablement à Florence. Le nom « da Barberino » fait référence à son lieu d’origine, Barberino di Mugello bien que certaines sources suggèrent que sa famille pourrait provenir de Barberino Val d’Elsa. Il reste incertain de savoir si Andrea est né à Barberino di Mugello ou à Florence, mais il semble avoir passé une grande partie de sa vie dans cette dernière ville. Il résidait à Florence, dans Via della Pergola, et il possédait plusieurs terres dans la région florentine, notamment dans la paroisse de Settimo, à un endroit appelé Infarneta, une terre cultivée en vin et en grain, qui faisait partie des terres locales de pieve (un territoire religieux local). D’après les registres fonciers de 1427, Andrea est devenu veuf à deux reprises : d’abord de son épouse Gostanza, puis de Ricca, sa seconde femme. Il n’aurait eu aucun enfant laissant donc son neveu, Andrea Di Giovanni di Francesco, comme seul héritier de son testament. En plus d’être un grand écrivain de la littérature italienne médiévale, Andrea da Barberino était cantatore, ce qui signifie qu’il récitait ou chantait ses œuvres littéraires ainsi que des épopées sur les places publiques, connues en italien sous le nom de piazza. Les détails de la vie personnelle d’Andrea da Barberino restent toutefois largement inconnus, en raison du manque de documentation à son sujet en dehors de ses œuvres littéraires.

## Contexte historique
Andrea da Barberino a grandi dans le contexte médiéval de Florence, à la fin du XIVe siècle et au début du XVe siècle, une époque de transition entre le Moyen Âge et l’émergence de la Renaissance. Cette période fut marquée par des bouleversements politiques et culturels majeurs. À Florence, les grandes familles influentes, telles que les Médicis et les Albizzi, étaient en grande concurrence pour le pouvoir, ce qui engendrait une forte instabilité politique. À cette époque, Florence se retrouvait au cœur des rivalités avec les autres régions d’Italie comme celle de Milan. Florence émergeait alors comme une puissance majeure, grâce à son expansion économique et commerciale, ainsi qu’à son influence croissante dans le domaine des arts. Dans le cadre de cette compétition avec les autres cités italiennes, les humanistes florentins cherchaient à mettre en avant leur modèle républicain. Ils voulaient démontrer que Florence, en tant que république, offrait une forme de gouvernement plus libre et démocratique comparée aux autres régimes gouvernementaux de certaines autres régions. Au cours de la seconde moitié du XIVe siècle, Florence reste un centre culturel majeur, mais sa littérature prend un tournant plus populaire. Cette évolution s’accompagne de la production d’œuvres poétiques qui s’intéressent davantage aux traditions locales florentines ainsi que des récits en vers qui mêlent histoire, légende et chevalerie. Au fil du temps, les compilations littéraires en vers et en prose devinrent plus courantes dans la littérature médiévale et la littérature franco-vénitienne gagna en valeur littéraire. Sur le plan culturel, le Moyen Âge était profondément dominé par les idéaux chevaleresques, notamment à travers les chansons de geste, qui honorait des héros légendaires comme Roland et Charlemagne. Parallèlement, l’Église catholique jouait également un rôle omniprésent dans la société médiévale sur le plan spirituel, mais également dans le quotidien de sa population. Son influence était visible dans tous les aspects de la société médiévale à l’époque de Barberino. Cette période fut également marquée par de grandes tensions religieuses et politiques, notamment à travers le Grand Schisme d’Occident (1378-1417), une crise qui divisa l’Église catholique et entraîna la rivalité de plusieurs papes pour le contrôle de l’Occident chrétien. Ces évènements, bien qu’ils soient principalement religieux, eurent des répercussions sur la société de l’époque et, indirectement, sur les auteurs comme Andrea da Barberino, qui évoluait dans ce contexte historique.

## Œuvres littéraires
Andrea da Barberino est notamment connu pour ses grandes œuvres de romans chevaleresques, son utilisation de la prose comme genre littéraire, ainsi que pour ses célèbres chroniques. Il est surtout connu pour son épopée d'amour en prose Il Guerrin Meschino, une aventure qui raconte les péripéties d’un chevalier et qui s’inspire de la légende de la grotte de la Sibylle.  Il écrit également I Reali di Francia ("La Maison royale de France"), une compilation en prose, sous la forme d'une chronique, de la Matière de France épique concernant Charlemagne et Roland (Orlandino), issues de diverses légendes et chansons de geste. Ce travail constitue un ensemble narratif mettant en scène des héros de l’histoire qui incarnent les idéaux chevaleresques et chrétiens.
Moins original, Aspramonte est une refonte de la chanson de geste Aspremont, qui chante les exploits de Ruggiero. Beaucoup de ses écrits dérivent probablement d'œuvres franco-italiennes, comme le Geste Francor, qui comprend des versions des histoires de Reali di Francia et date de la première moitié du XIVe siècle.
De plus, Andrea da Barberino a écrit plusieurs autres adaptations en prose de chansons de geste, notamment Ajolfo del Barbicone, qui est une réécriture de la chanson de geste Aiol. Il a aussi adapté la chanson de geste Huon d'Auvergne dans son oeuvre Ugone d'Alvernia. Storie Nerbonesi est également une autre oeuvre majeure de Barberino. Il s'agit d'une adaptation en prose de plusieurs chanson de geste, dont celle relatant les aventures d'Aymeri de Narbaonne et de Guillaume d'Orange. Cette compilation regroupe huit chansons mettant en scène des héros de la tradition épique. Enfin, une autre oeuvre attribuée à Barberino, mais dont l'attribution reste incertaine, est Ansuigi, une adaptation en prose qui pourrait également faire partie de son répertoire.
Ses œuvres, qui ont d'abord circulé sous forme manuscrite, ont connu un grand succès populaire, en plus d'avoir été une source clé pour les romanciers italiens ultérieurs. En réécrivant des récits épiques et chevaleresques en prose, Andrea da Barberino a joué un rôle crucial dans la transition de la poésie épique vers la prose, influençant ainsi des écrivains comme Luigi Pulci (Morgante), Matteo Maria Boiardo (Orlando Innamorato) et L'Arioste (Orlando furioso).

### Traduction en français
- La tres joyeuse plaisante et recréative histoire des faitz, gestes du tres preux chevalier Guérin par avant nommé Mesquin, traduyt de vulgaire italien en langue francoyse par Jehan Decuchermoys, a Paris par Alain Lotrian (entre 1525 et 1547)

## Influence de Barberino
Les récits d’Andrea da Barberino ont été façonnés par le contexte historique de son époque et s’inscrivent ainsi dans la tradition de la littérature médiévale. Il s’inspire largement de la littérature franco-italienne, en mêlant des personnages et des éléments issus de la tradition française, tout en les adoptant à un style proprement italien. Les œuvres de Barberino abordent des thèmes récurrents tels que la loyauté, l’honneur et les idéaux chevaleresques, des valeurs qui résonnent fortement avec le contexte de Florence à son époque, une ville marquée par des rivalités politiques et les luttes de pouvoir entre les grandes familles influentes comme les Médicis et les Albizzi. Ces tensions politiques et sociales se retrouvent dans ses récits, où les personnages sont constamment appelés au devoir, à la fidélité, à l’honneur et au service du souverain ; des valeurs qui se reflètent dans les conflits florentins. L’influence des chansons de geste, notamment celles de la Chanson de Roland, est centrale dans son travail. Ce genre littéraire, qui célèbre les exploits héroïques de personnages légendaires, a marqué la structure de ses récits. L’idéal chrétien quant à lui, joue également un rôle notable dans ses écrits, notamment à travers des figures historiques et religieuses telles que Charlemagne, qui incarne l’idéal chevaleresque et chrétien dans son œuvre I Reali di Francia. Cette épopée se concentre sur les récits épiques de l’époque carolingienne où Charlemagne, en tant qu’empereur, incarne parfaitement ces idéaux. Les intérêts d’Andrea da Barberino ne se limitent pas uniquement aux œuvres consacrées à la chevalerie. Son cycle littéraire s’inspire également de la mythologie, en y faisant référence et en établissant des comparaisons. Par exemple, dans II Guerrin Meschino, le héros se rend dans la grotte de la Sybille, un lieu mythologique et célèbre pour ses prophéties antiques. C’est donc de toutes ces influences historiques, littéraires et culturelles qu’Andrea da Barberino puise son inspiration, mêlant traditions franco-italiennes, idéaux chevaleresques, valeurs chrétiennes et rivalités sociales dans l’écriture de ses œuvres.

## Style littéraire
Le style littéraire d’Andrea da Barberino se distingue principalement par l’utilisation de la langue toscane et les influences stylistiques propres à la tradition littéraire italienne. Contrairement à l’usage du français ou du latin,  il choisit d’écrire ses récits en dialecte toscan, un choix fort probablement motivé par le désir de se rapprocher de la tradition historiographique florentine, qui privilégiait l’utilisation de la langue vulgaire (l’italien). Ce choix lui permet de rester fidèle aux racines culturelles et historiques de sa région. L’adoption de la langue toscane s’inscrit dans un mouvement plus large de valorisation des langues vernaculaires, qui étaient beaucoup plus accessibles que le latin, réservé plutôt à l’élite cléricale. Dans son style, Andrea da Barberino emploie des registres variés selon la situation narrative : un ton comique et réaliste pour décrire les batailles, un style plus noble pour écrire la vie à la cour, et un registre intermédiaire pour décrire le monde féerique, qui est présent un peu partout dans ses romans. Cette diversité de tons permet à Barberino de satisfaire les attentes d'un public plus large tout en s'inscrivant dans les traditions littéraires de son époque. Ses œuvres s’inscrivent dans le genre épopée chevaleresque, comme en témoigne I reali di Francia, dans laquelle il exploite pleinement les caractéristiques de l’épopée médiévale. Le style littéraire d’Andrea da Barberino est profondément marqué par des influences médiévales, notamment par l’intégration de thèmes chevaleresques. Le chevalier, en tant que figure centrale, occupe une place prépondérante dans ses récits, qui mêlent héroïsme, aventures et valeurs de la chevalerie. À travers ses récits épiques, Andrea da Barberino permet à son public de s’immerger dans l’univers chevaleresque, non seulement en suivant les batailles et les exploits héroïques, mais aussi en découvrant les autres facettes de la vie des chevaliers : leurs déplacements, leurs missions, le transport de bagages, ainsi que leurs loisirs comme la chasse, les tournois, les courses et les jeux. Les légendes épiques furent progressivement transformées en histoires romantiques, davantage accessibles à un public populaire, y compris ceux qui étaient illettrés. Les romans d’Andrea da Barberino furent donc écrits dans un style populaire, alliant bon sens et une touche d’ironie ; un choix stylistique visant à rendre ces récits compréhensibles et divertissants pour un large public.
Andrea da Barberino développe également un style unique d’écriture en prose, caractéristique de ses récits épiques et chevaleresques. L’écriture en vers était prédominante en Italie aux XIIe et XIVe siècles, de nombreux écrivains médiévaux privilégiant cette forme pour leurs récits épiques. Cependant, Andrea da Barberino se distingue en choisissant la prose pour raconter ses histoires. Ce choix, moins courant à l’époque, témoigne d’une évolution dans le style littéraire italien, marquant un passage d’une poésie en vers, vers une prose plus accessible au grand public.

## Héritage
Andrea da Barberino a joué un rôle crucial dans la préservation des traditions épiques et chevaleresques de son époque, en particulier à travers ses œuvres I Reali di Francia et II Guerrin Meschino. Bien que son influence ait d’abord été centrée sur Florence et la Toscane, son œuvre majeure Guerrino a eu un impact plus large. Publiée et rééditée à plusieurs reprises dans toute la péninsule italienne, elle lui a permis d’étendre son influence bien au-delà de sa région d’origine. La richesse de son patrimoine épique a fourni une vaste quantité de matériaux narratifs aux auteurs des générations suivantes, tels que Luigi Pulci, Matteo Maria Boiardo et Ludovico Ariosto, qui se sont largement inspirés de ses récits chevaleresques et de l’imaginaire médiéval qu’il a contribué à diffuser.